# Ian Ferguson
Ian Ferguson (Taumarunui, 20. srpnja 1952.), novozelandski kanuist, četverostruki olimpijski prvak, te najuspješniji novozelandski olimpijac u povijesti. Natjecao se u disciplinama K1, K2 i K4. Na prvim Olimpijskim igrama nastupio je 1976. u Montrealu, te ponovo u Moskvi 1980. godine.
Na Olimpijskim igrama u Los Angelesu 1984. osvojio je tri zlatne medalje. Na sljedećim Olimpijskim igrama u  Seoulu 1988. osvojio je zlatnu i srebrnu medalju. Bio je prvi Novozelanđanin koji se natjecao na pet olimpijskih igara, a njegove četiri zlatne medalje su i dalje novozelandski rekord.
Ferguson je glumio u TV showu Clash of the Codes.
Od 2009. vodi kampanju za izgradnju međunarodnog kanu stadiona u Manukau Cityu. On i njegovi sinovi će pokrenuti projekt.

## Vanjske poveznice
|  | Zajednički poslužitelj ima još gradiva o temi Ian Ferguson |

- ICF medalje za Olimpijske igre i Svjetska prvenstva - Dio 1: na mirnim vodama (sprinta): 1936-2007.
- ICF medalje za Olimpijske igre i Svjetska prvenstva - Dio 2: na mirnim vodama (sprinta): 1936-2007.